# Bălinești, Suceava
Bălinești este un sat în comuna Grămești din județul Suceava, Moldova, România. Se află situată la o distanță de 12 km sud de orașul Siret (localitate de graniță cu Ucraina).

## Obiective turistice
- Biserica Sfântul Nicolae din Bălinești - monument istoric ctitorit de logofătul Ioan Tăutu între anii 1494-1499. Această construcție este un monument reprezentativ al epocii lui Ștefan cel Mare (1457-1504). Biserica este în prezent în curs de restaurare.

 Acest articol despre o localitate din județul Suceava este deocamdată un ciot. Puteți ajuta Wikipedia prin completarea lui.